# Twyman-Green-Interferometer
Das Twyman-Green-Interferometer (benannt nach Frank Twyman und Alfred Green) ist ein Interferometer, das heißt ein optisches Messgerät, das zur Charakterisierung und Prüfung von optischen Komponenten, wie Linsen oder Prismen, eingesetzt wird.

## Aufbau und Funktionsweise
Der Aufbau eines Twyman-Green-Interferometers entspricht im Wesentlichen dem des Michelson-Interferometers, bestehend aus einer Lichtquelle, einem Strahlteiler, zweier Spiegel und einem Schirm/Detektor. Es gibt jedoch zwei Unterschiede, diese liegen zum einen in der Nutzung einer monochromatischen Punktlichtquelle, zum anderen an Linsen am Interferometereingang und -ausgang.
Die Funktionsweise kann wie folgt zusammengefasst werden. Das Licht trifft von der Lichtquelle auf die Eingangslinse, die aus dem Licht der Punktquelle einen kollimierten Strahl (Planwelle) endlicher Ausdehnungen erzeugt. Anschließend trifft das kollimierte Licht auf einen Strahlteiler auf, wo es in zwei gleichartige Teilstrahlen aufgespaltet wird, die jeweils einen der beiden Spiegel treffen. Nach der Reflexion an den beiden Spiegeln trifft das Licht abermals auf den Strahlteiler und wird wieder vereinigt auf den Interferometerausgang gelenkt. Die Linse am Interferometerausgang sorgt abschließend für eine Fokussierung des Lichts auf einen Schirm oder Detektor. Wie bei allen Interferometern erfolgt bei der Vereinigung der beiden Teilstrahlen eine Überlagerung der Teilwellen und somit Interferenz in Abhängigkeit vom optischen Wegunterschied beider Teilstrahlen. Diese Unterschiede sind anschließend als charakteristisches Streifen- oder Ringmuster beobachtbar und erlauben Rückschlüsse auf die Oberflächenformen der Spiegel und der Probe.
Die Prüfung von optischen Bauteilen erfolgt durch die Platzierung des Bauteils in einem der Strahlwege. Dabei muss sichergestellt werden, dass beispielsweise bei der Prüfung eines Prismas das Licht senkrecht auf den zweiten Referenzspiegel trifft. Andernfalls gelangt nur ein Teil des Lichts oder gar kein Licht erneut zum Strahlteiler.
Bei der Prüfung von Linsen muss statt eines planen Referenzspiegels ein zur Linse passender, gewölbter Referenzspiegel eingesetzt werden.
Ein ähnlicher Aufbau wird auch beim Fizeau-Interferometer genutzt.

## Varianten
Ein leicht abgewandelter Aufbau nutzt statt eines planen Strahlteilers einen polarisierenden kubusförmigen Strahlteiler und 45°-linearpolarisiertes Licht. Durch diese Änderung im Aufbau sind die beiden Teilstrahlen nach der Strahlteilung unterschiedlich, das heißt horizontal und vertikal, linear polarisiert und werden am Ausgang des kubusförmigen Strahlteilers durch eine λ/4-Verzögerungsplatte in unterschiedliche drehendes, zirkular polarisiertes Licht umgewandelt. Das vom Referenzspiegel und der Probe zurückfallende Licht durchläuft dann nochmals die λ/4-Verzögerungsplatte und den Strahlteiler und gelangt als unterschiedlich linear polarisiertes Licht zum Detektor. Es ist anzumerken, dass diese beiden Teilstrahlen aufgrund ihrer unterschiedlichen Polarisation nicht miteinander interferieren und kein Licht wieder zur Lichtquelle gelangt. Ein interferierendes Signal kann durch eine nochmalige Linearpolarisation erreicht werden.

## Anwendungsbereiche
Twyman-Green-Interferometer sind im Bereich der optischen Prüfverfahren von großer Bedeutung. Es wird daher unter anderem in der Fertigung von optischen Bauteilen, wie Linsen, Prismen oder spiegelnder Oberflächen, zur Prüfung der optischen Eigenschaften, wie Homogenität ebener Oberflächen, eingesetzt.